# Nycteris intermedia
Nycteris intermedia — вид рукокрилих родини Nycteridae.

## Поширення
Країни проживання: Ангола, Камерун, Демократична Республіка Конго, Кот-д'Івуар, Екваторіальна Гвінея, Габон, Гана, Гвінея, Ліберія, Танзанія. Цей вид, як правило, пов'язаний з низинними вологими тропічними лісами, також трапляється галерейних лісах і вологих саванах. Лаштує сідала в дуплах дерев.

## Загрози та охорона
Цей вид знаходиться під загрозою в частинах ареалу через вирубування лісів. Не спостерігається ніяких прямих заходів щодо збереження виду, однак, вид був записаний з деяких охоронних районах.